# Commonwealth Games 2022/Teilnehmer (St. Helena, Ascension und Tristan da Cunha)
| Gelbes Symbol für Goldmedaillen mit stilisierten Olympischen Ringen | Graues Symbol für Silbermedaillen mit stilisierten Olympischen Ringen | Braundes Symbol für Bronzemedaillen mit stilisierten Olympischen Ringen |
| ------------------------------------------------------------------- | --------------------------------------------------------------------- | ----------------------------------------------------------------------- |
| —                                                                   | —                                                                     | —                                                                       |

St. Helena, Ascension und Tristan da Cunha nahm mit 10 Athleten (sieben Männer und drei Frauen) an den Commonwealth Games 2022 teil. Es war die insgesamt achte Teilnahme an Commonwealth Games.

## Teilnehmer nach Sportarten

### Badminton
| Athleten     | Wettbewerb | 1. Runde | 1. Runde | 2. Runde | 2. Runde | Achtelfinale  | Achtelfinale  | Viertelfinale | Viertelfinale | Halbfinale    | Halbfinale    | Finale        | Finale        | Rang |
| Athleten     | Wettbewerb | Gegner   | Ergebnis | Gegner   | Ergebnis | Gegner        | Ergebnis      | Gegner        | Ergebnis      | Gegner        | Ergebnis      | Gegner        | Ergebnis      | Rang |
| ------------ | ---------- | -------- | -------- | -------- | -------- | ------------- | ------------- | ------------- | ------------- | ------------- | ------------- | ------------- | ------------- | ---- |
| Männer       |            |          |          |          |          |               |               |               |               |               |               |               |               |      |
| Vernon Smeed | Einzel     | Freilos  | Freilos  | L. Sen   | 0:2      | ausgeschieden | ausgeschieden | ausgeschieden | ausgeschieden | ausgeschieden | ausgeschieden | ausgeschieden | ausgeschieden | 17   |

### Leichtathletik
| Athleten          | Wettbewerb | 1. Runde | 1. Runde | Halbfinale    | Halbfinale    | Finale        | Finale        | Rang |
| Athleten          | Wettbewerb | Zeit     | Rang     | Zeit          | Rang          | Zeit          | Rang          | Rang |
| ----------------- | ---------- | -------- | -------- | ------------- | ------------- | ------------- | ------------- | ---- |
| Männer            |            |          |          |               |               |               |               |      |
| Sean Crowie       | 100 m      | 10,74 s  | 5        | ausgeschieden | ausgeschieden | ausgeschieden | ausgeschieden | 48   |
| Aiden Yon-Stevens | 100 m      | 11,90 s  | 7        | ausgeschieden | ausgeschieden | ausgeschieden | ausgeschieden | 70   |
| Sean Crowie       | 200 m      | 21,94 s  | 6        | ausgeschieden | ausgeschieden | ausgeschieden | ausgeschieden | 41   |
| Aiden Yon-Stevens | 200 m      | 23,70 s  | 8        | ausgeschieden | ausgeschieden | ausgeschieden | ausgeschieden | 57   |

### Schwimmen
| Athleten                                                   | Wettbewerb           | Vorlauf     | Vorlauf | Halbfinale    | Halbfinale    | Finale        | Finale        | Rang |
| Athleten                                                   | Wettbewerb           | Zeit        | Rang    | Zeit          | Rang          | Zeit          | Rang          | Rang |
| ---------------------------------------------------------- | -------------------- | ----------- | ------- | ------------- | ------------- | ------------- | ------------- | ---- |
| Männer                                                     |                      |             |         |               |               |               |               |      |
| William Caswell                                            | 50 m Freistil        | 27,80 s     | 68      | ausgeschieden | ausgeschieden | ausgeschieden | ausgeschieden | 68   |
| William Caswell                                            | 100 m Freistil       | 1:01,74 min | 67      | ausgeschieden | ausgeschieden | ausgeschieden | ausgeschieden | 67   |
| William Caswell                                            | 200 m Freistil       | 2:15,39 min | 38      | ausgeschieden | ausgeschieden | ausgeschieden | ausgeschieden | 38   |
| Stefan Thomas                                              | 50 m Freistil        | DNS         | DNS     | ausgeschieden | ausgeschieden | ausgeschieden | ausgeschieden | -    |
| Stefan Thomas                                              | 100 m Freistil       | 58,98 s     | 65      | ausgeschieden | ausgeschieden | ausgeschieden | ausgeschieden | 65   |
| Stefan Thomas                                              | 200 m Freistil       | 2:12,70 min | 37      | ausgeschieden | ausgeschieden | ausgeschieden | ausgeschieden | 37   |
| Duwaine Yon                                                | 50 m Freistil        | 26,01 s     | 61      | ausgeschieden | ausgeschieden | ausgeschieden | ausgeschieden | 61   |
| Duwaine Yon                                                | 50 m Brust           | DSQ         | DSQ     | ausgeschieden | ausgeschieden | ausgeschieden | ausgeschieden | -    |
| Joshua Yon                                                 | 50 m Rücken          | 33,37 s     | 45      | ausgeschieden | ausgeschieden | ausgeschieden | ausgeschieden | 45   |
| Joshua Yon                                                 | 100 m Rücken         | 1:12,95 min | 38      | ausgeschieden | ausgeschieden | ausgeschieden | ausgeschieden | 38   |
| Stefan Thomas William Caswell Duwaine Yon Joshua Yon       | 4 × 100 m – Freistil | 4:10,72 min | 12      | -             | -             | ausgeschieden | ausgeschieden | 12   |
| Frauen                                                     |                      |             |         |               |               |               |               |      |
| Poppy Davis-Coyle                                          | 200 m Freistil       | 2:26,18 min | 28      | -             | -             | ausgeschieden | ausgeschieden | 28   |
| Poppy Davis-Coyle                                          | 400 m Freistil       | 5:09,83 min | 22      | -             | -             | ausgeschieden | ausgeschieden | 22   |
| Poppy Davis-Coyle                                          | 100 m Rücken         | 1:17,90 min | 28      | ausgeschieden | ausgeschieden | ausgeschieden | ausgeschieden | 28   |
| Poppy Davis-Coyle                                          | 200 m Rücken         | 2:48,18 min | 14      | -             | -             | ausgeschieden | ausgeschieden | 14   |
| Poppy Davis-Coyle                                          | 100 m Schmetterling  | 1:20,02 min | 38      | ausgeschieden | ausgeschieden | ausgeschieden | ausgeschieden | 38   |
| Vivienne Ponsford                                          | 50 m Freistil        | 31,22 s     | 65      | ausgeschieden | ausgeschieden | ausgeschieden | ausgeschieden | 65   |
| Vivienne Ponsford                                          | 100 m Freistil       | 1:09,31 min | 55      | ausgeschieden | ausgeschieden | ausgeschieden | ausgeschieden | 55   |
| Vivienne Ponsford                                          | 200 m Freistil       | 2:32,23 min | 30      | -             | -             | ausgeschieden | ausgeschieden | 30   |
| Brooke Yon                                                 | 50 m Rücken          | 34,19 s     | 33      | ausgeschieden | ausgeschieden | ausgeschieden | ausgeschieden | 33   |
| Brooke Yon                                                 | 50 m Brust           | 37,51 s     | 28      | ausgeschieden | ausgeschieden | ausgeschieden | ausgeschieden | 28   |
| Brooke Yon                                                 | 100 m Rücken         | 1:22,99 min | 27      | ausgeschieden | ausgeschieden | ausgeschieden | ausgeschieden | 27   |
| Mixed                                                      |                      |             |         |               |               |               |               |      |
| William Caswell Thomas Vivienne Ponsford Poppy Davis-Coyle | 4 × 100 m – Freistil | 4:20,58 min | 18      | ausgeschieden | ausgeschieden | ausgeschieden | ausgeschieden | 18   |